# コンゴ・エアウェイズ
コンゴ・エアウェイズ（英語: Congo Airways）はコンゴ民主共和国のフラッグ・キャリア（航空会社）である。コンゴ民主共和国政府によって2014年8月15日に設立、2015年10月20日に運航を開始した。

## 就航都市
|  | 拠点空港     |
|  | 季節運航     |
|  | 運航開始予定 |
|  | 運休         |

| 国               | 都市           | 空港                 | 備考 |
| 国内             |                |                      |      |
| コンゴ民主共和国 | ブカヴ         | カヴム空港           |      |
| コンゴ民主共和国 | ブニア         | ブニア空港           |      |
| コンゴ民主共和国 | ルブンバシ     | ルブンバシ国際空港   |      |
| コンゴ民主共和国 | キンシャサ     | ヌジリ国際空港       |      |
| コンゴ民主共和国 | キサンガニ     | バンゴカ国際空港     |      |
| コンゴ民主共和国 | カレミ         | カレミ空港           |      |
| コンゴ民主共和国 | ゲメナ         | ゲメナ空港           |      |
| コンゴ民主共和国 | ゴマ           | ゴマ国際空港         |      |
| コンゴ民主共和国 | イシロ         | マタリ空港           |      |
| コンゴ民主共和国 | カナンガ       | カナンガ空港         |      |
| コンゴ民主共和国 | キンドゥ       | キンドゥ空港         |      |
| コンゴ民主共和国 | ムバンダカ     | ムバンダカ空港       |      |
| コンゴ民主共和国 | ムブジマイ     | ムブジマイ空港       |      |
| コンゴ民主共和国 | ミュアンダ     | ミュアンダ空港       |      |
| アフリカ         |                |                      |      |
| ベナン           | コトヌー       | カジェフォウン空港   |      |
| カメルーン       | ドゥアラ       | ドゥアラ国際空港     |      |
| 南アフリカ共和国 | ヨハネスブルグ | O・R・タンボ国際空港 |      |

この他にもアビジャン・ブジュンブラ・バンギへの就航も予定している他、リーブルヴィル・ドバイ・ルアンダへの就航も計画している。
なお，EU域内乗り入れ禁止航空会社であるため，EU域内には就航していない。